# Clubiona obesa
Clubiona obesa là một loài nhện trong họ Clubionidae.
Loài này thuộc chi Clubiona. Clubiona obesa được Nicholas Marcellus Hentz miêu tả năm 1847.